# Estação Ferroviária de Bobadela

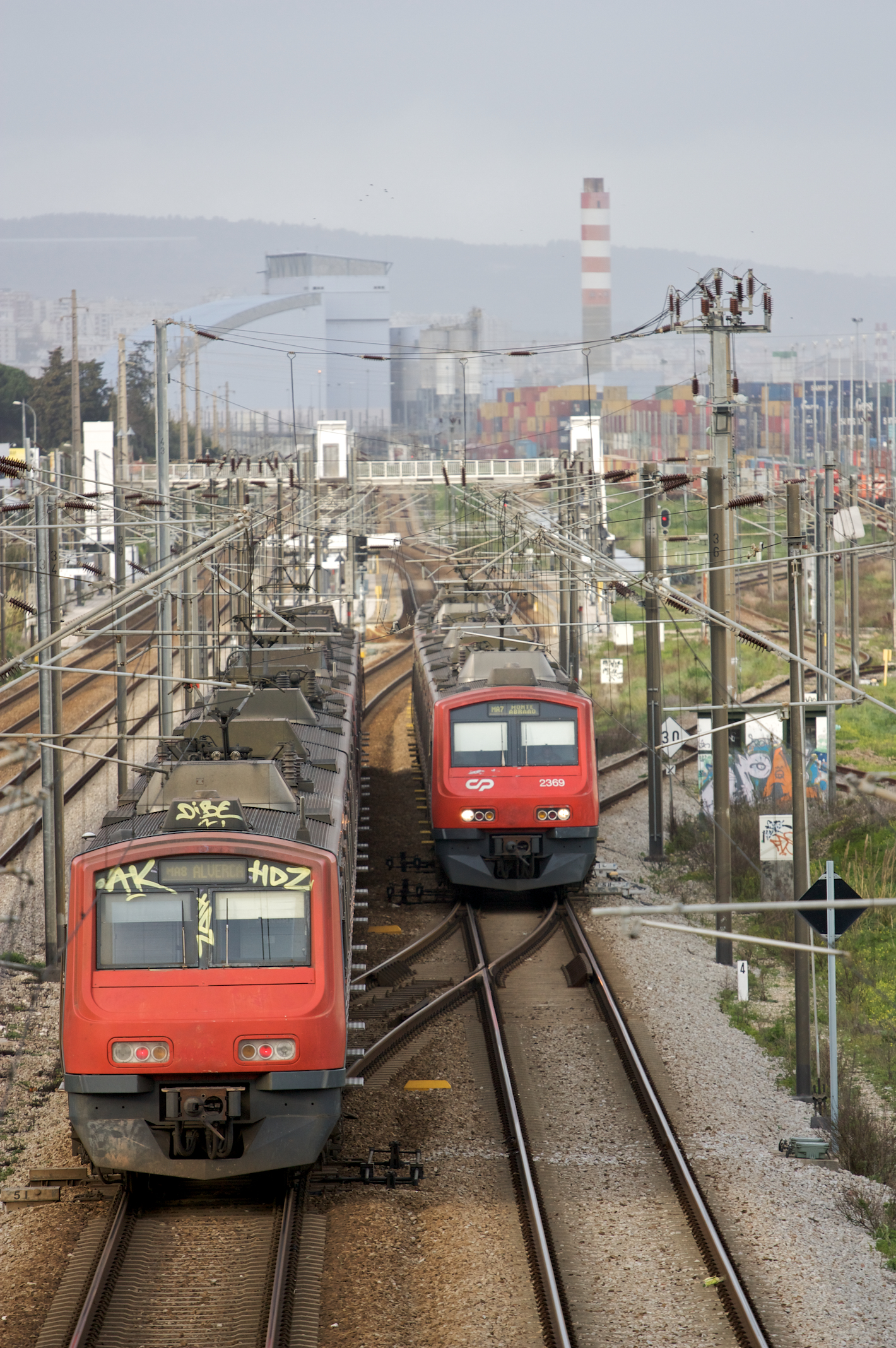
Bobadela em 2010.

A estação ferroviária de Bobadela é uma interface da Linha do Norte situada na Bobadela, no município de Loures, em Portugal.

## Descrição

### Localização e acessos
A estação encontra-se junto à localidade de Bobadela, com acesso pela Estrada Nacional n.º 10.

### Infraestrutura
Como apeadeiro numa linha de via quádrupla, esta interface apresenta-se nas quatro vias de circulação (I, II, III, e IV) cada uma acessível por plataforma — todas com 90 cm de altura e com comprimento de 222 m, exceto a via I, que tem 234 m.
Entre esta interface e Santa Iria, densenvolvendo-se entre a via plena da Linha do Norte e o Rio Tejo, situa-se um vasto parque de vias secundárias cuja configuração, gestão, e designação, tem variado ao longo dos anos; deste consistem as seguintes dependências:
|  |  | - Estação Satélite de Bobadela Sul (dep. 31088) ao PK 10+438, com quatro vias de circulação (641, 641, 712, e 747 m) - Apeadeiro de Bobadela (dep. 31070), propriamente dito, para serviço de passageiros. - Terminal de Mercadorias da Bobadela (n.º 85; dep. 31120) ao PK 12+140, tipificado como Ramal de Estação e também chamado Bobadela - Mercadorias, tem doze vias de circulação (numeradas de I a XII, com comprimentos entre 806 e 548 m) e doze vias secundárias (numeradas de XIII a XXII e também G1 e G2, com comprimentos entre 755 e 40 m) - Estação Satélite de Bobadela Norte (dep. 31096) ao PK 13+843, com quatro vias de circulação (340, 340, 330, e 340 m) Desta configuração fazem parte: - Oficina Bobadela (n.º 128), centrado ao PK 12+14 e gerido pela GMF - Gestión de Maquinaría Ferroviaria, com tipologia «Instalações de Manutenção». - Parque central Bobadela - IP (n.º 75), centrado ao PK 12+14 e gerido pela I.P., com tipologia «Terminal Ferroviário Multiserviço». - Alcont - (Complexo de Mercadorias da Bobadela) (n.º 44), centrado ao PK 12+14 e gerido pela própria empresa, com tipologia «Terminal Intermodal». |

### Serviços
Em dados de 2023, esta estação é servida por comboios de passageiros da C.P. de tipo urbano dos serviços chamados “Linha de Sintra” e “Linha da Azambuja”, que circulam entre Santa Apolónia, Alcântara-Terra, ou Sintra e Azambuja, Castanheira do Ribatejo, ou Alverca, com 75 circulações diárias em cada sentido aos dias úteis e 19 aos fins de semana.

## História
A estação de Bobadela situa-se lanço da Linha do Norte entre Lisboa-Santa Apolónia e o Carregado, que foi inaugurado em 28 de Outubro de 1856 pela Companhia Central e Peninsular dos Caminhos de Ferro em Portugal, e posteriormente passado para a Companhia Real dos Caminhos de Ferro Portugueses. No entanto, não constava originalmente das paragens deste lanço, tendo a Gazeta dos Caminhos de Ferro de 16 de Fevereiro de 1962 informado que estava prevista a abertura à exploração desta interface, então com a categoria de apeadeiro, para o dia 18 desse mês, fazendo serviço de passageiros sem bagagem e sem venda de bilhetes.
Na Década de 1990, a estação de Bobadela foi alvo de obras, no âmbito do programa de modernização da Linha do Norte, que foram iniciadas pelos Caminhos de Ferro Portugueses e terminadas pela Rede Ferroviária Nacional. Uma das principais medidas era a construção de um terminal intermodal para contentores na Bobadela, que foi de grande importância para o movimento dos comboios de mercadorias na região centro do país.
Em Janeiro de 2011, apresentava quatro vias de circulação, três delas com 340 m, e uma com 330 m de comprimento; as plataformas tinham todas 221 m de comprimento, e 90 cm de altura — valores mais tarde alterados para os atuais.

Previa-se em 2019 que esta fosse uma das interfaces da Linha do Norte a equipar com vias de resguardo para estacionamento / ultrapassagem no âmbito da iniciativa Ferrovia 2020.